# پوسولپیتیا
پوسولپیتیا (به لاتین: Pusulpitiya) یک منطقهٔ مسکونی در سری‌لانکا است که در ناحیه نووارا الییا واقع شده‌است.